# وگن (ویرجینیا غربی)
وگن، ویرجینیا غربی (به انگلیسی: Vegan, West Virginia) یک منطقهٔ مسکونی در ایالات متحده آمریکا است که در Upshur County واقع شده‌است.

## خصوصیات
وگن ۵۸۸٫۸۸ متر بالاتر از سطح دریا واقع شده‌است.